# برنس لا لا
برنس لا لا (بالإنجليزية: Prince La La)‏ هو مغني أمريكي، ولد في 1936 في نيو أورلينز في الولايات المتحدة، وتوفي في 1963.